# Städtische Industriebahn Aalen
| Streckenlänge: | inklusive Nebengleisen etwa 4 km |                                             |                                             |
| Spurweite: | 1435 mm (Normalspur)             |                                             |                                             |
| |                                  |                                             |                                             |
| \| \| \| von Nördlingen \| \| \| \| \| Aalen Hbf \| \| \| \| \| nach Stuttgart-Bad Cannstatt \| \| \| \| 0,0 \| nach Ulm \| nach Ulm \| \| \| 0,3 \| Walkstraße \| Walkstraße \| \| \| 0,7 \| Gesenkschmiede \| Gesenkschmiede \| \| \| 0,8 \| Ulmer Straße, ehemals B 19 \| Ulmer Straße, ehemals B 19 \| \| \| 0,8 \| Stammgleis II Richtung Julius-Bausch-Straße \| Stammgleis II Richtung Julius-Bausch-Straße \| \| \| 0,9 \| Zufahrt Tonwarenfabrik \| Zufahrt Tonwarenfabrik \| \| \| 1,0 \| Stammgleis I vom Proviantamt \| Stammgleis I vom Proviantamt \| \| \| 1,1 \| Industriestraße \| Industriestraße \| \| \| 1,2 \| Lagerhalle \| Lagerhalle \| \| \| 1,4 \| Erlau AG \| Erlau AG \| |                                  |                                             |                                             |
| Strecke |                                  | von Nördlingen                              | von Nördlingen                              |
| Bahnhof |                                  | Aalen Hbf                                   | Aalen Hbf                                   |
| Abzweig geradeaus und nach rechts |                                  | nach Stuttgart-Bad Cannstatt                | nach Stuttgart-Bad Cannstatt                |
| Abzweig ehemals geradeaus und nach links | 0,0                              | nach Ulm                                    | nach Ulm                                    |
| Bahnübergang (Strecke außer Betrieb) | 0,3                              | Walkstraße                                  | Walkstraße                                  |
| Abzweig geradeaus und von rechts (Strecke außer Betrieb) | 0,7                              | Gesenkschmiede                              | Gesenkschmiede                              |
| Bahnübergang (Strecke außer Betrieb) | 0,8                              | Ulmer Straße, ehemals B 19                  | Ulmer Straße, ehemals B 19                  |
| Abzweig geradeaus und nach rechts (Strecke außer Betrieb) | 0,8                              | Stammgleis II Richtung Julius-Bausch-Straße | Stammgleis II Richtung Julius-Bausch-Straße |
| Kreuzung (Strecken außer Betrieb) | 0,9                              | Zufahrt Tonwarenfabrik                      | Zufahrt Tonwarenfabrik                      |
| Abzweig geradeaus und von rechts (Strecke außer Betrieb) | 1,0                              | Stammgleis I vom Proviantamt                | Stammgleis I vom Proviantamt                |
| Bahnübergang (Strecke außer Betrieb) | 1,1                              | Industriestraße                             | Industriestraße                             |
| Abzweig geradeaus und von links (Strecke außer Betrieb) | 1,2                              | Lagerhalle                                  | Lagerhalle                                  |
| Betriebs-/Güterbahnhof Streckenende (Strecke außer Betrieb) | 1,4                              | Erlau AG                                    | Erlau AG                                    |

Die Städtische Industriebahn Aalen war eine normalspurige und nicht elektrifizierte Eisenbahnstrecke im südlichen Stadtgebiet von Aalen, die ausschließlich dem Güterverkehr zu diversen Gleisanschlüssen von Industriebetrieben im Winkel zwischen der Bahnstrecke Stuttgart-Bad Cannstatt–Nördlingen und der Bahnstrecke Aalen–Ulm diente. Eine alternative Bezeichnung aus den Anfangsjahren lautete Industriebahn Aalen–Erlau.
Die Bahn nahm ihren Ausgang im Bahnhof Aalen, wo sie an der Ausfahrt in Richtung Ulm begann. Anschließend verlief sie etwa einen halben Kilometer parallel zur Bahnstrecke Aalen–Ulm, mit der sie gemeinsam die Walkstraße querte, um dann in südliche Richtung, über die Ulmer Straße und die Industriestraße hinweg, zur Erlau AG zu führen. Von dieser Hauptstrecke zweigten bei der ehemaligen Tonwarenfabrik Stützel-Sachs zwei Industriestammgleise ab. Das so genannte Stammgleis I war etwa einen halben Kilometer lang und führte zum ehemaligen Proviantamt, während das so genannte Stammgleis II etwa einen Kilometer lang war, die Burgstallstraße querte und bei der Kohlenhandlung Maier jenseits der Julius-Bausch-Straße endete.

## Geschichte

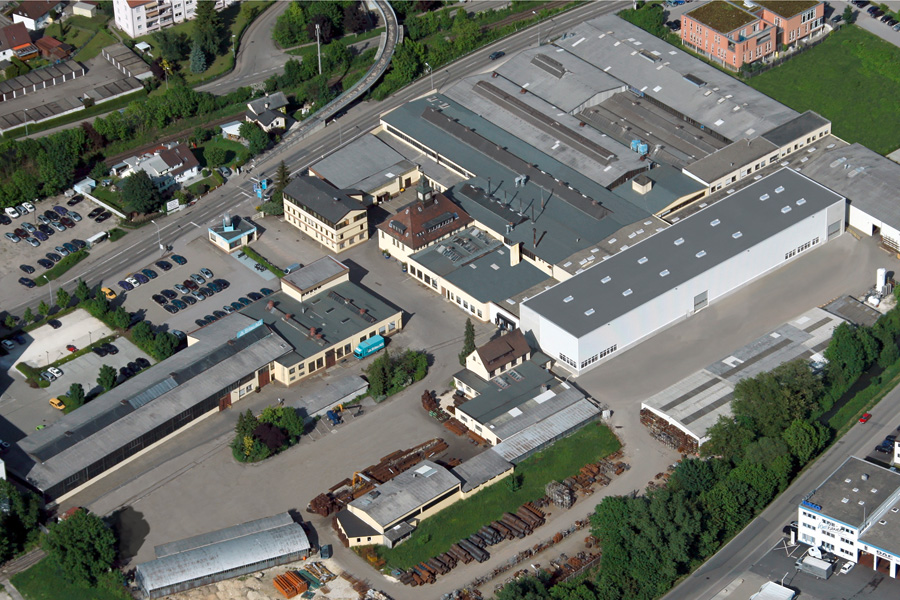
Das südliche Ende der Industriebahn auf dem Werksgelände der Erlau AG, am oberen Bildrand verläuft die Bahnstrecke Aalen–Ulm

Mit dem Bau der stets in kommunaler Eigenregie geführten Industriebahn wurde, im Zuge der zunehmenden Industrialisierung der Stadt und nach weitgehender Vollendung des Aalener Bahnhofsumbaus, am 7. September 1904 begonnen. Sowohl den Stationsumbau als auch den Bau der Industriebahn führte das Bauunternehmen Antonio Rossaro aus Lauffen am Neckar durch. Die Industriebahn ging am 24. Mai 1905 in Betrieb, wobei sich jedes interessierte Unternehmen auf eigene Kosten anschließen konnte. Schon am 1. Oktober 1915 bediente sie zwölf Kunden, die Gesamtlänge aller Anschlussgleise betrug damals 2830 Meter. Später kamen weitere hinzu, etwa für das 1936 bis 1939 errichtete Verpflegungsmagazin der Wehrmacht, das so genannte Proviantamt, und 1942 für die damals reaktivierte Erzgrube Am Burgstall, auch Faber-du-Faur-Stollen genannt. Zur Zeit ihrer größten Ausdehnung umfasste die Industriebahn insgesamt 40 Verladestellen links und rechts des Kochers, die sie bis zu dreimal täglich bediente. Weitere wichtige Kunden waren:
- Aktiengesellschaft Union an der Wilhelm-Merz-Straße, ehemals Schulstraße
- Maschinenfabrik Seydelmann an der Burgstallstraße
- OWZ Ostalbwarmbehandlungszentrum an der Ulmer Straße, ehemals Neue Heidenheimer Straße
- Gesenkschmiede und Hammerwerk Schneider an der Ulmer Straße, ehemals Neue Heidenheimer Straße
- Seidenzwirnerei und Seidenpapierfabrik Egelhaaf an der Ulmer Straße, ehemals Neue Heidenheimer Straße
- Karl Gartenmeier Mineralölerzeugnisse an der Julius-Bausch-Straße, ehemals Mühlstraße

Nach dem Zweiten Weltkrieg sank die Zahl der Anschlüsse, so entfiel beispielsweise schon 1948 die Erzgrube als Kunde. 1964 kam mit dem Zentrallager der Triumph International AG an der Burgstallstraße ein wichtiger Nebenanschluss hinzu. Dennoch war insbesondere der Verkehr auf diesem Stammgleis II, das auch einen kleinen Rangierbahnhof umfasste, zum Ende des 20. Jahrhunderts hin stark rückläufig. So fanden auf ihm in den Jahren 1995 bis 2000 insgesamt nur noch vier Transporte statt, weshalb es im März 2000 durch Rückbau der Gleiskreuzung mit dem Stammgleis I weitgehend stillgelegt wurde. Letzte Kunden am Stammgleis II waren Seydelmann und Triumph, die damals beide signalisierten, ihre Anschlüsse nicht mehr zu benötigen. Allerdings dienten die ersten Meter des Stammgleises II weiterhin als Anschlussgleis für die Gesenkschmiede. Bald darauf war das Stammgleis I nicht mehr notwendig, bevor Ende der 2000er Jahre mit der Erlau AG der vorletzte Güterkunde auf seinen Anschluss verzichtete. So bestand die Industriebahn zuletzt nur noch aus der 860 Meter langen Verbindung zur Gesenkschmiede, die schließlich im Herbst 2016 ebenfalls aufgelassen wurde.
Die Bedienung der Anschlüsse übernahm dabei stets die jeweilige Staatsbahn, die Industriebahn verfügte nie über eigene Lokomotiven. Allerdings besaß das Proviantamt zeitweilig eine eigene Werkslokomotive.

## Statistik
In ihren letzten Betriebsjahren wies die Industriebahn dabei folgende Beförderungsleistungen auf:
- 1992: 410 Wagenladungen
- 1993: 211 Wagenladungen
- 1994: 242 Wagenladungen
- 1995: 320 Wagenladungen
- 1996: 205 Wagenladungen
- 1997: 233 Wagenladungen
- 1998: 255 Wagenladungen
- 1999: 041 Wagenladungen
- 2000: 219 Wagenladungen
- 2001: 255 Wagenladungen
- 2002: 244 Wagenladungen
- 2003: 248 Wagenladungen
- 2004: 200 Wagenladungen
- 2005: 153 Wagenladungen
- 2006: 138 Wagenladungen
- 2007: 150 Wagenladungen
- 2008: 059 Wagenladungen
- 2009: keine Angabe
- 2010: keine Angabe
- 2011: 123 Wagenladungen
- 2012 und Folgejahre: keine Angabe